# 존 워터스
존 새뮤얼 워터스 주니어(John Samuel Waters, Jr, 1946년 4월 22일 ~ )는 미국의 영화감독, 배우, 작가, 저널리스트, 비주얼 아티스트로, 1970년대 초반에 관습을 초월하는 컬트 영화로 명성을 얻었다. 1970년대와 1980년대 초에 워터스가 제작한 쓰레기 영화에는 드림랜더로 불리는 디바인, 메리 비비언 피어스, 이디스 매시와 같은 배우 무리가 출연하며, 종종 영화적인 범죄 행위를 저지르기도 한다. 워터스는 《자포자기의 삶》 (1977년)을 시작으로 범죄자 (리즈 르네이, 퍼트리샤 허스트)나 평판이 나쁜 인물 (트레이시 로즈, 전 포르노 배우)을 영화에 캐스팅하기도 했다.
워터스는 《헤어스프레이》부터 주류 영화 제작을 시작하였다. 리키 레이크가 주연인 이 영화는 미국 내에서 8백만 달러의 적당한 수익을 거두었다. 2002년, 《헤어스프레이》는 브로드웨이 뮤지컬로 각색되어 장기 흥행하게 되었고, 이 뮤지컬이 다시 영화화된 뮤지컬 영화 또한 인기를 끌어 세계적으로 2억 달러 이상의 흥행 수익을 달성하였다. 1988년 《헤어스프레이》 영화가 성공을 거두면서 워터스의 영화에는 조니 뎁, 에드워드 펄롱, 멜러니 그리피스, 크리스 아이작, 조니 녹스빌, 마사 플림프턴, 크리스티나 리키, 릴리 테일러. 캐서린 터너, 트레이시 울먼과 같은 잘 알려진 유명 배우들이 출연하기 시작했다.
워터스는 뉴욕 시와 샌프란시스코에 아파트, 프로빈스타운에 여름 별장을 소유하고 있지만 현재까지 자신의 고향인 메릴랜드주 볼티모어에 주로 거주하고 있으며, 영화도 모두 그곳에서 제작하였다. 그의 특징은 연필 두께의 코밑 수염으로, 1970년대부터 길러온 것으로 알려져 있다.

## 어린 시절
워터스는 메릴랜드주 볼티모어에서 퍼트리샤 앤과 소방 장비 제조업자인 존 사무엘 워터스 사이에서 아들로 태어났으며, 볼티모어 근교의 루서빌 지역에서 자랐다. 그의 소년기 친구이자 영감을 주는 인물이었던 글렌 밀스테드 (디바인) 또한 워터스가 살고 있는 지역과 멀지 않은 메릴랜드 주의 볼티모어 카운티에서 살았다.
일곱 살의 워터스는 영화 《리리》에 나오는 꼭두각시에 관심을 가져 그것에 영감을 받았고, 아이들의 생일 잔치에 난폭한 분위기의 펀치와 주디를 공연하였다. 전기 작가 로버트 L. 펠라는 워터스의 어머니가 《리리》에 등장하는 꼭두각시가 이후 워터스의 직업에 지대한 영향을 끼쳤다고 믿었다고 전하고 있다. (정작 펠라는 지역의 자동차 극장의 싸구려 영화를 어린 워터스가 쌍안경으로 본 것이 가장 큰 영향이라고 믿는다.)
워터스는 타우슨 부근의 캘버트 홀 대학 고등학교에 다녔다. 16세 생일에서 워터스는 외할머니 스텔라 휘터커에게 8mm 영화 카메라를 선물로 받았다.

## 초기 경력

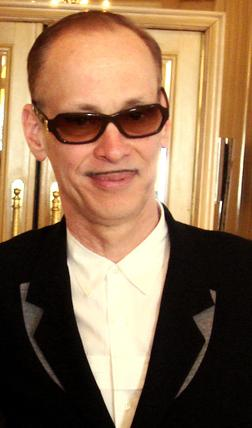
2007년 칸 영화제의 존 워터스.

그의 첫 번째 단편 영화는 《검은 가죽 재킷 입은 할망구》(Hag in a Black Leather Jacket)였다. 워터스의 말에 따르면, 이 영화는 오직 볼티모어의 "비트닉 커피 하우스"에서 한번만 상영되었다. 그러나 이 영화는 이후 순회 사진 전람회에 포함된 적이 있었다.
워터스는 뉴욕 대학교 (NYU)에 입학하였지만, 그가 원해서 간 학교는 아니었다.
| “ | NYU...나는 그곳에 5분동안 있었다. 나는 내가 무슨 생각을 하는지 몰랐다. 나는 한 수업에 갔고 거기서는 계속 《포템킨》에 대해서 이야기하였다. 그것은 내가 논하고 싶은 주제가 아니었다. 나는 그냥 Olga's House of Shame을 보러 갔다. 그것이 내가 더 원했던 것이었다. | ” |

워터스는 라이너 베르너 파스빈더, 허셸 고든 루이스, 페데리코 펠리니, 잉마르 베리만의 영화에서 많은 영향을 받았다.
1966년 1월 워터스는 몇명의 친구들과 뉴욕 대학교에서 마리화나를 피워서 적발되었고, 곧 퇴학 처분을 받았다. 워터스는 볼티모어로 돌아갔고, 그곳에서 자신의 두 번째 단편 영화 《로마의 초》(Roman Candles)와 《화장을 먹어라》(Eat Your Makeup)을 완성하였다. 그리고 이어서 장편 영화 Mondo Trasho와 Multiple Maniacs를 제작하였다.
워터스의 영화는 디바인의 가장 중요한 스타 비히클이 되었다. 초기에 제작된 워터스의 모든 영화는 볼티모어 지역에서 지역 배우 친구들인 드림랜더들과 찍은 단편이었다. 이 무리에는 디바인뿐만 아니라 밍크 스톨, 쿠키 뮐러, 이디스 매시, 데이비드 로처리, 메리 비비언 피어스, 수전 월시 등이 포함되어 있었다. 이러한 초기 영화 중 일부는 당시 신생 회사였던 뉴 라인 시네마가 본격적으로 배급하였다. 워터스의 영화는 볼티모어의 세너터스 극장에서 시사회가 열렸으며, 찰스 극장에서 할 때도 있었다.
워터스의 초기 캠프 스타일 영화는 불결하고 사랑스러운 캐릭터가 비정상적인 상황에서 과장된 대화를 나누는 장면을 표현하였다. 그가 쓰레기 삼부작이라고 이름 붙인 《핑크 플라밍고》, 《암컷 소동》, 《자포자기의 삶》은 전통적인 관습과 영화 검열의 경계를 강하게 자극하는 영화였다. 특히 《핑크 플라밍고》가 악명이 높은데, 영화의 마지막에 강아지가 배변을 하고 디바인이 그 배설물을 먹는다. 이것은 특수 효과를 전혀 사용하지 않고 연출한 것으로, 영화의 본래 내용과는 전혀 상관없는 장면이다.

## 주류 전환

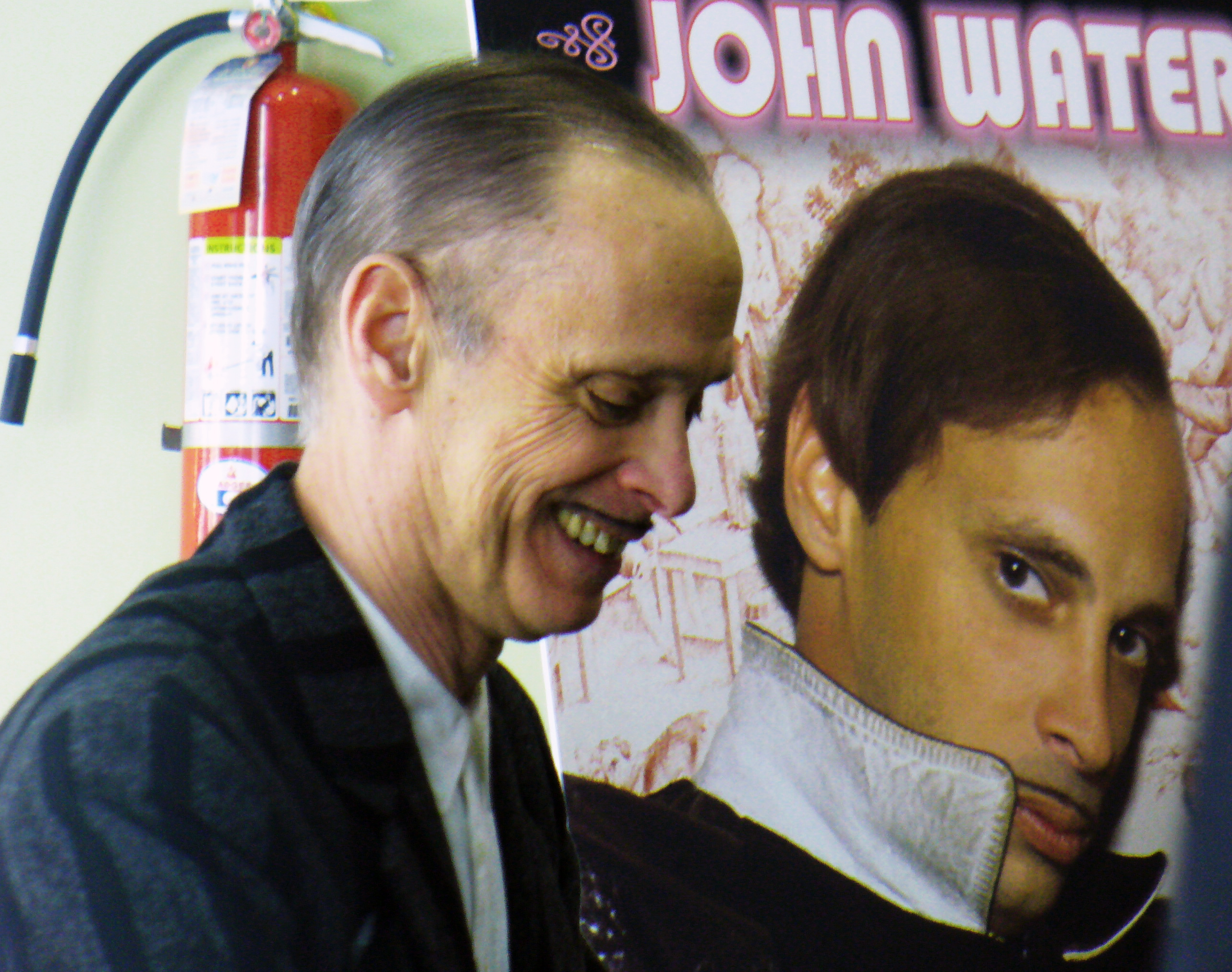
뉴욕 시의 워터스.

워터스의 1981년 영화 《폴리에스터》에서 디바인은 과거의 10대 아이돌 탭 헌터의 상대 역으로 등장한다. 이 영화를 시작으로 그의 영화는 논쟁의 여지를 줄이고 주류에 가까운 모습을 갖추게 되지만, 《헤어스프레이》, 《사랑의 눈물》, 《시리얼 맘》, 《포토그래퍼》, 《세실 B. 디멘티드》와 같은 작품에는 여전히 그의 독창적인 상징성이 남게 되었다. 이 중에서 영화 《헤어스프레이》를 바탕으로 제작한 동명의 브로드웨이 뮤지컬은 2003년 토니상을 수상하였고, 이 브로드웨이 뮤지컬을 다시 각색한 영화가 2007년 7월 20일 개봉하기도 하였다.
워터스의 2004년 영화 《더티 쉐임》은 논란을 불러왔던 1970년대 그의 초기 작품의 성격을 띄고 있다. 그는 《잭애스 2》에서 《더티 쉐임》에 출연했던 조니 녹스빌과 함께 카메오로 출연하였으며 2004년 《씨드 오브 처키》에서 작은 역할인 파파라치 피트 피터스로 출연하기도 하였다.
2007년 그는 살인으로 끝나고만 실제 결혼을 각색한 미국 코트 TV 네트워크의 Til Death Do Us Part의 진행자("The Groom Reaper")로 활동하였다. 워터스는 커밍아웃한 게이이며, 게이의 권리와 자부심을 지지하는데 힘을 쏟고 있다.
워터스는 코니 콜린스(Corny Collins), 데이비드 디바인(David Divine), 샌디 샌드스톤(Sandy Sandstone)처럼 영화 캐릭터를 창조할 때 성과 이름의 머리글자를 같은 알파벳으로 쓰는 것으로 잘 알려져 있다.

## 작품 목록

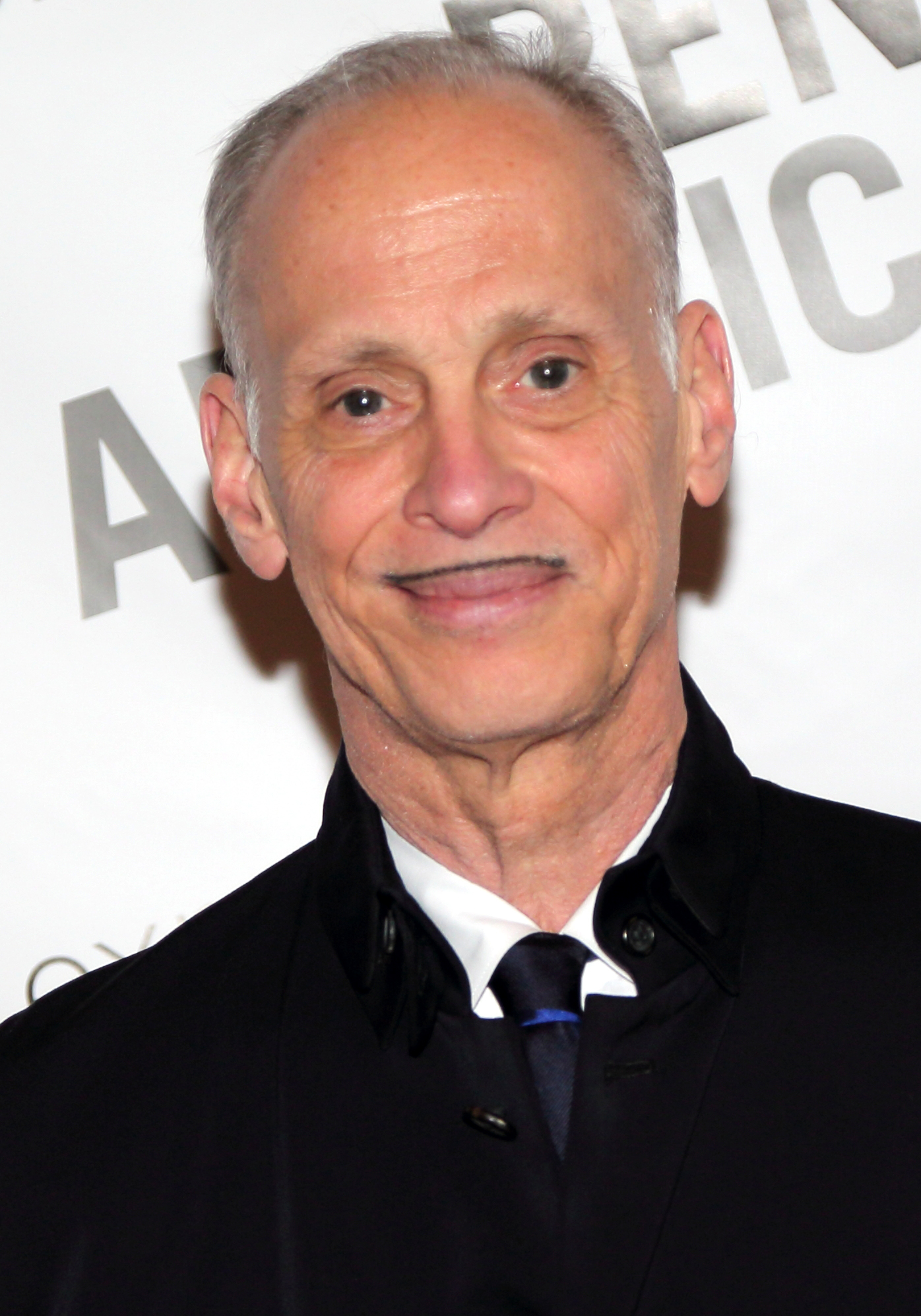
2014년 5월의 워터스.

### 연출
- 검은 가죽 자켓 안의 노파 (1964, 단편)
- Roman Candles (1966, 단편)
- 네 화장을 먹어라 (1968, 단편)
- 몬도 트라쇼 (1969)
- The Diane Linkletter Story (1970, 단편)
- 멀티플 매니악 (1970)
- 핑크 플라밍고 (1972)
- 암컷 소동 (1974)
- 자포자기의 삶 (1977)
- 폴리에스터 (1981)
- 헤어스프레이 (1988)
- 사랑의 눈물 (1990)
- 시리얼 맘 (1994)
- 포토그래퍼 (1998)
- 세실 B. 디멘티드 (2000)
- 더티 쉐임 (2004)